# Associazione Sportiva Rondinella Marzocco 1981-1982
Questa voce raccoglie le informazioni riguardanti l'Associazione Sportiva Rondinella Marzocco nelle competizioni ufficiali della stagione 1981-1982.

## Rosa
| N. |                   | Ruolo | Calciatore           |
| -- | ----------------- | ----- | -------------------- |
|    | Italia (bandiera) | C     | Gabriele Baldassarri |
|    | Italia (bandiera) | D     | Sergio Berti         |
|    | Italia (bandiera) | P     | Alessandro Biagini   |
|    | Italia (bandiera) | C     | Roberto Bicchierai   |
|    | Italia (bandiera) | D     | Walter Casarotto     |
|    | Italia (bandiera) | D     | Carlo Cesario        |
|    | Italia (bandiera) | A     | Luciano Chiarugi     |
|    | Italia (bandiera) | C     | Sergio Domini        |
|    | Italia (bandiera) |       | Girardi              |
|    | Italia (bandiera) | D     | Fabrizio Gozzi       |

| N. |                   | Ruolo | Calciatore       |
| -- | ----------------- | ----- | ---------------- |
|    | Italia (bandiera) | C     | Marco Lombardi   |
|    | Italia (bandiera) | D     | Enrico Maccanti  |
|    | Italia (bandiera) | C     | Marco Masetti    |
|    | Italia (bandiera) | D     | Rossano Mencacci |
|    | Italia (bandiera) |       | Mennini          |
|    | Italia (bandiera) | A     | Mario Palazzi    |
|    | Italia (bandiera) | A     | Stefano Rebonato |
|    | Italia (bandiera) | D     | Mauro Riccieri   |
|    | Italia (bandiera) | A     | Nicolino Rosati  |
|    | Italia (bandiera) | P     | Stefano Tontini  |